# Калашников, Николай Семёнович
Николай Семёнович Калашников (1913—1944) — Гвардии майор Рабоче-крестьянской Красной Армии, участник Великой Отечественной войны, Герой Советского Союза (1945).

## Биография
Родился 18 декабря 1913 года в городе Пишпек (ныне — Бишкек, Кыргызстан). После окончания в 1934 году сельскохозяйственного техникума работал зоотехником. В 1935 году был призван на военную службу. В 1938 году окончил Ташкентское пехотное училище, после чего остался в нём курсовым командиром.
С сентября 1942 года — на фронте.
К июню 1944 года гвардии майор Николай Калашников командовал моторизованным батальоном автоматчиков 19-й гвардейской танковой бригады (3-го гвардейского танкового корпуса, 5-й гвардейской танковой армии, 3-го Белорусского фронта). Отличился во время освобождения Белорусской ССР.
25 июня 1944 года батальон Калашникова при поддержке танковых частей перерезал шоссе и железную дорогу Орша-Минск, перекрыв немцам пути к отступлению. За четыре последующих дня батальон уничтожил и захватил в плен более 2000 немецких солдат и офицеров, уничтожил и захватил в качестве трофеев 190 автомашин, 500 повозок, 5 самоходных артиллерийских установок, 35 бронетранспортёров, 2 батареи противотанковой артиллерии, 1 склад с боеприпасами и 2 железнодорожных эшелона. 14 августа 1944 года Калашников погиб в бою у деревни Жигарники под Каунасом. Похоронен в Каунасе.

## Награды
Указом Президиума Верховного Совета СССР от 24 марта 1945 года за «образцовое выполнение боевых заданий командования на фронте борьбы с немецкими захватчиками и проявленные при этом мужество и героизм» гвардии майор Николай Калашников посмертно был удостоен высокого звания Героя Советского Союза. Был также награждён орденами Ленина и Красной Звезды.